# Łubie Górne
Łubie Górne – część wsi Łubie w gminie Zbrosławice, w powiecie tarnogórskim, w województwie śląskim, w Polsce.
W latach 1975–1998 Łubie Górne należało administracyjnie do województwa katowickiego.